# Ulysses (sonde spatiale)
Pour les articles homonymes, voir Ulysse (homonymie).
Ulysses est une sonde spatiale développée conjointement par la NASA et l'Agence spatiale européenne, qui a pour objet l'étude in situ des régions voisines du Soleil (l'héliosphère), de son équateur à ses pôles sur la durée d'un cycle solaire. Les mesures effectuées portent plus particulièrement sur le vent solaire, le champ magnétique stellaire et le milieu interstellaire local du Soleil. Lancée en 1990 depuis la navette spatiale Discovery, la sonde utilise l'assistance gravitationnelle de Jupiter pour quitter l'écliptique et se placer sur une orbite héliocentrique polaire.
Ulysses est le premier engin scientifique qui recueille des données au niveau des hautes latitudes du Soleil. La mission d'observation du Soleil, prolongée à deux reprises, s'achève en juin 2009 après que la sonde a bouclé trois orbites autour de l'étoile. Les douze instruments scientifiques ont fourni de nombreuses données et modifié certaines hypothèses communément avancées sur les caractéristiques du vent solaire et du champ magnétique dans cette région des hautes latitudes.

## Historique du projet

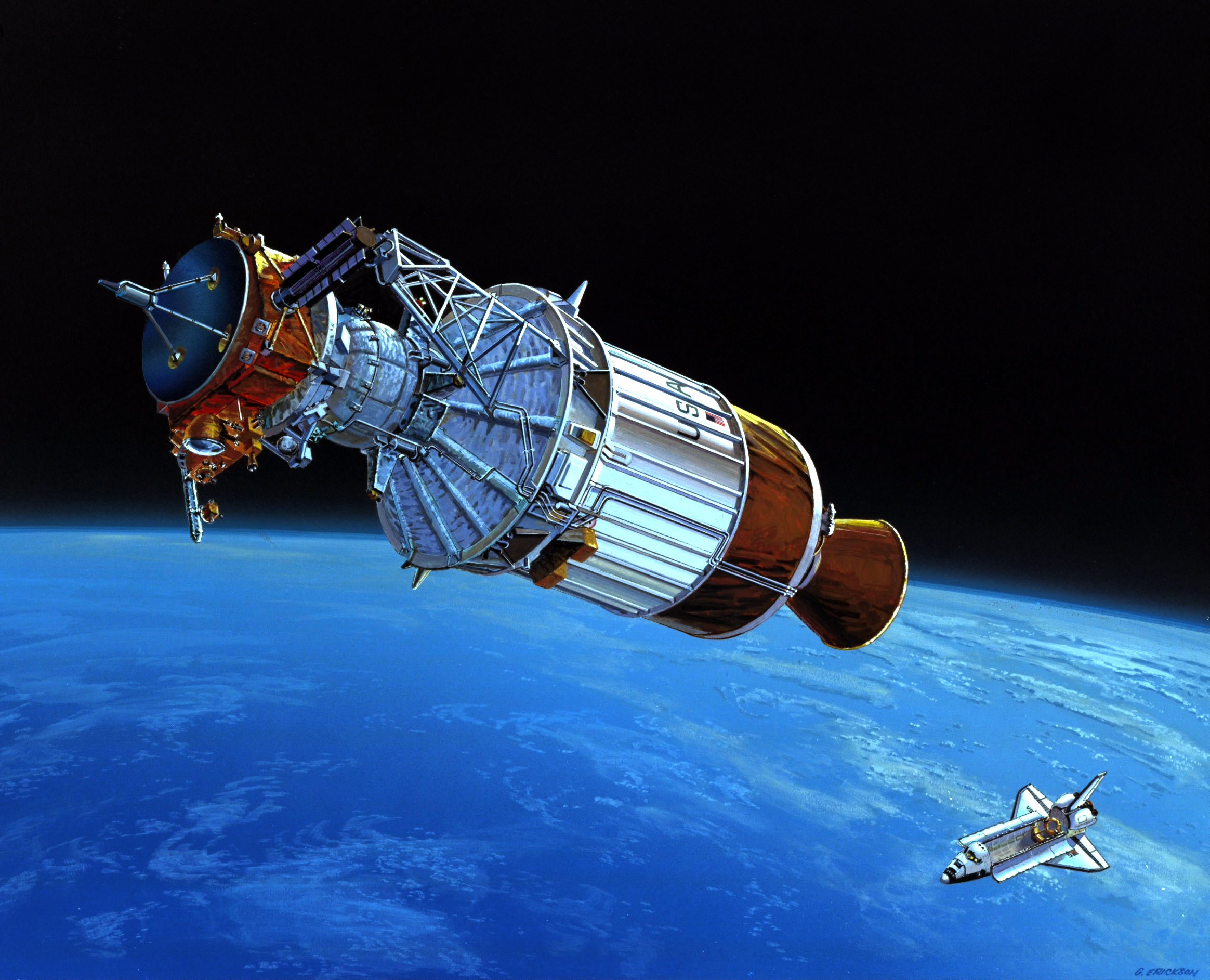
Ulysse après son déploiement (vue d'artiste).

### Quitter l'écliptique
Au début de l'ère spatiale, les observations du Soleil effectuées à l'aide d'engins spatiaux se font depuis l'écliptique, c'est-à-dire le plan passant par la Terre et le Soleil. En effet, lancer une sonde spatiale qui s'écarte de l'écliptique nécessite une énergie considérable : une fusée géante Saturn V surmontée d'un étage Centaur parviendrait seulement à placer une sonde de 580 kg sur une orbite héliocentrique de 1 ua inclinée de 35° par rapport à l'écliptique. Atteindre une orbite héliocentrique polaire (inclinaison 90°) à la même distance du Soleil nécessite un delta-v de 42 km/s. Or, différentes observations effectuées à l'époque, comme celles de la répartition des taches solaires, de la couronne solaire et de la géométrie des queues des comètes à l'approche du Soleil, semblent indiquer que l'héliosphère proche n'a pas des propriétés identiques aux latitudes élevées du Soleil. Pour confirmer ces observations et recueillir des données, il est nécessaire de disposer d'un engin qui puisse circuler sur une orbite présentant une inclinaison importante par rapport à l'écliptique.

### Projets de la NASA et de l'Agence spatiale européenne
À la fin des années 1960, la NASA met en application pour la première fois la technique de l'assistance gravitationnelle ; celle-ci est utilisée par la sonde spatiale Mariner 10 en 1974 pour se propulser vers la planète Mercure. Grâce à cette technique, une sonde passant à faible distance d'une planète selon un angle soigneusement choisi peut changer radicalement son vecteur vitesse en utilisant les forces de gravité du corps céleste. Les scientifiques de la NASA envisagent à l'époque d'utiliser l'assistance gravitationnelle pour mener une mission dont la trajectoire s'écarterait de l'écliptique (mission Out of Ecliptic ou OEO). De son côté, le Conseil européen de recherches spatiales prévoit à la même époque de lancer une mission de ce type ; celle-ci est reprise dans la liste des projets prioritaires de l'Agence spatiale européenne (ESA) lorsque celle-ci remplace en 1975 l'ESRO. Les solutions techniques envisagées par l'ESA et la NASA divergent : assistance gravitationnelle de Jupiter pour la NASA contre recours à un moteur ionique permettant d'atteindre les 60° de latitude en fin de mission pour l'agence européenne. En 1977, les deux agences spatiales décident d'associer leurs missions dans le projet International Solar Polar Mission (ISPM) pour que les deux sondes puissent faire des observations conjointes du Soleil. Les deux sondes, d'une masse comprise entre 330 et 450 kg, doivent être lancées ensemble en 1983 par la navette spatiale américaine et placées sur une trajectoire vers Jupiter. Chaque sonde utilise l'assistance gravitationnelle de la planète géante pour se placer sur une orbite héliocentrique polaire, de manière que l'une survole le pôle sud du Soleil lorsque l'autre survole le pôle nord. Les charges utiles sont identiques mis à part un coronographe et un télescope ultraviolet placés sur une plateforme fixe, embarqués par le satellite de la NASA. Mais l'agence américaine se débat dans des difficultés financières : en 1980, l'échéance du projet de la NASA est repoussée à 1986 avant d'être annulée en 1981 dans le cadre des mesures d'économie décidées par la nouvelle administration Reagan.

### Mission conjointe ESA/NASA
Les deux agences décident alors de fusionner leurs deux projets. La NASA fournit la moitié de l'instrumentation scientifique, le lanceur (la navette spatiale), le générateur thermoélectrique à radioisotope et les moyens nécessaires au suivi de la sonde, notamment le réseau d'antennes du Deep Space Network. Toutefois, l'abandon d'une mission double et la perte des instruments optiques prévus sur l'engin américain réduisent de manière sensible l'intérêt scientifique. La phase d'assemblage et de test s'achève en 1983 ; la sonde est placée en stockage en attendant son lancement désormais planifié en 1986 à la suite du retard pris par le programme de la navette spatiale américaine. L'accident de la navette Challenger en janvier 1986 cloue les navettes au sol et entraîne l'abandon de l'étage Centaur chargé de placer Ulysses sur sa trajectoire interplanétaire, ce qui repousse encore la date de lancement. Celle-ci est finalement fixée à 1990, propulsée par un IMS et un munie d'un PAM-S attaché à la sonde.

## Objectifs
La mission d'Ulysses est d'étudier, en fonction de la latitude du Soleil, les principales caractéristiques de l'héliosphère, qui n'a jusqu'à présent été observée que depuis le plan de l'écliptique. Les données mesurées portent en particulier sur le champ magnétique du Soleil, le vent solaire, l'interface entre le Soleil et le vent solaire et  les rayons X émis par le Soleil. Par ailleurs, la sonde spatiale doit étudier la poussière et les gaz neutres des milieux interplanétaire et interstellaire.
Les objectifs secondaires sont l'étude de la magnétosphère de Jupiter durant le survol de cette planète, la détection des sursauts gamma et leur localisation en coordination avec d'autres satellites, ainsi que la tentative détection des ondes gravitationnelles.

## Caractéristiques de la sonde

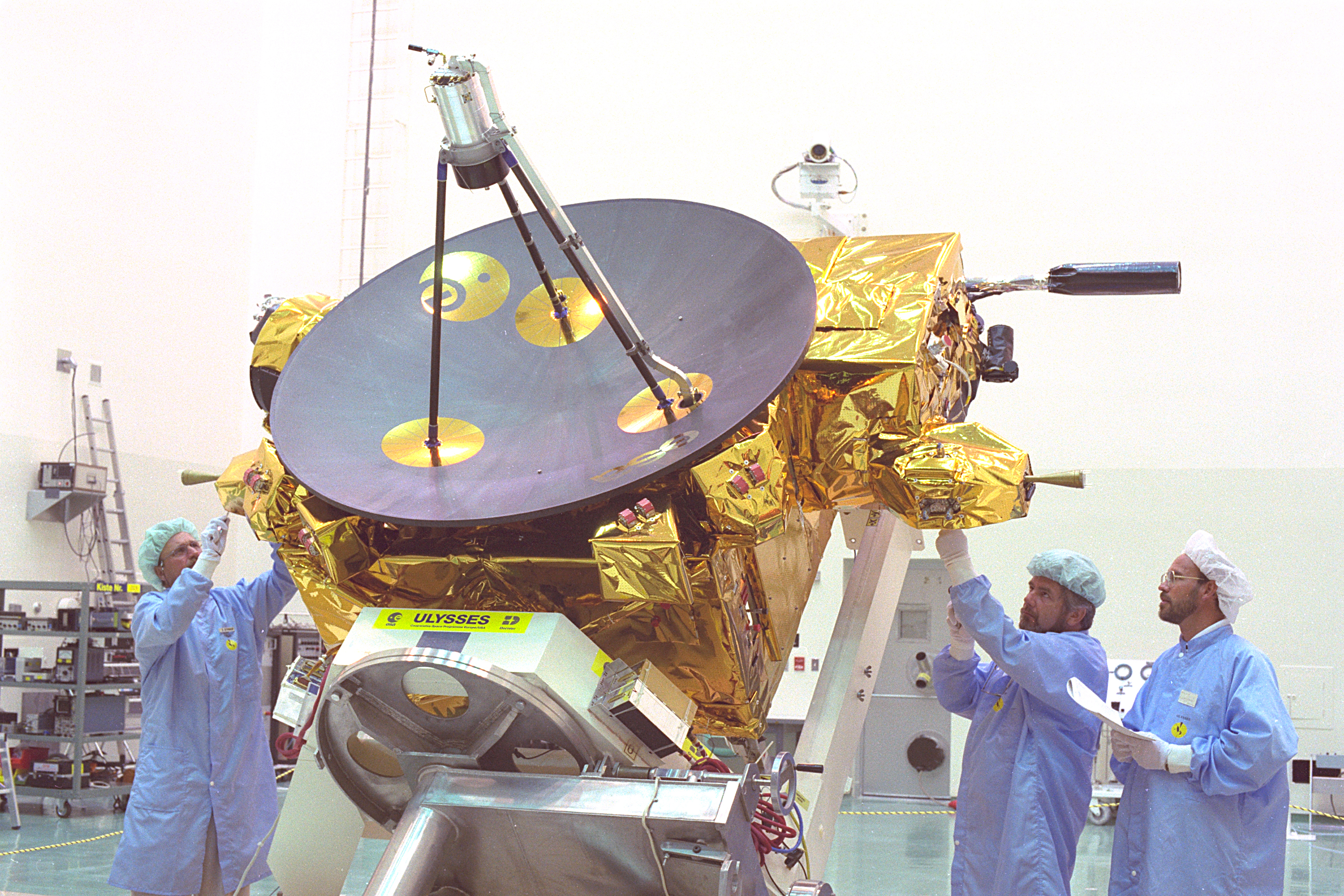
La sonde en cours de préparation peu avant son lancement.

Le corps de la sonde a la forme d'un boîtier à peu près rectangulaire et relativement plat de 3,2 mètres sur 3,3, sur lequel sont greffés plusieurs appendices. Le matériau utilisé pour réaliser les cloisons est un nid d'abeilles d'aluminium. La sonde, dont la masse totale est de 367 kg, est en rotation constante à cinq tours par minute sur un de ses axes. Les deux faces perpendiculaires à cet axe portent d'une part l'antenne parabolique de 1,65 mètre de diamètre pointée en permanence vers la Terre et d'autre part une des trois antennes de l'expérience UARP longue de 7,5 mètres. Le générateur thermoélectrique à radioisotope, qui produit l'énergie nécessaire mais est également source de chaleur et de particules radioactives, fait saillie sur un des côtés du boîtier selon une direction perpendiculaire à l'axe de rotation ; sur la face opposée, une bôme de 5,6 mètres porte plusieurs instruments dont le magnétomètre. Enfin, les deux autres antennes de l'expérience UARP portant l'envergure totale à 72,5 mètres font saillie sur les deux dernières faces de la sonde.

### Propulsion et contrôle d'attitude
La sonde utilise huit petits propulseurs de deux newtons de poussée regroupés par paire, qui utilisent un carburant hypergolique, l'hydrazine, dont elle emporte 33 kg. Ces propulseurs sont utilisés pour les corrections de trajectoire ainsi que pour le maintien de l'orientation et de la vitesse de rotation. Comme la majorité des sondes spatiales affectées à l'étude des champs et des particules, la sonde est « spinnée », c'est-à-dire qu'elle tourne sur un de ses axes, ce qui facilite le contrôle d'attitude tout en permettant aux instruments de balayer une grande portion d'espace. La vitesse de rotation, constante, est de cinq tours par minute. L'axe de rotation est maintenu pointé vers la Terre pour permettre à l'antenne grand gain d'émettre et recevoir les communications. Le système de contrôle d'attitude utilise quatre senseurs solaires pour détecter et corriger les écarts d'orientation.

### Énergie
La sonde est placée sur une orbite qui l'amène au niveau de Jupiter, donc à une distance du Soleil (cinq unités astronomiques) où les panneaux solaires de l'époque ne permettent plus de fournir assez d’énergie. En conséquence, celle-ci est produite par un générateur thermoélectrique à radioisotope analogue à l'un de ceux montés sur la sonde Galileo, qui fournit en début de mission 4 500 watts d'énergie thermique convertis en 280 watts électriques. L'énergie produite par la désintégration radioactive du plutonium 238 sous forme de dioxyde de plutonium 238PuO2 décroît progressivement au cours de la mission, atteignant 220 watts à la fin de 2001. L'électricité produite est fournie aux équipements scientifiques et à la plateforme sous une tension de 28 volts.

### Télécommunications
La sonde communique avec la Terre en bande S pour le téléchargement des commandes et l'envoi des données télémétriques en utilisant deux émetteurs-récepteurs d'une puissance de cinq watts. L'envoi des données scientifiques se fait en bande X ; le signal est amplifié par deux tubes à ondes progressives redondants d'une puissance de 20 watts. L'émission et la réception utilisent l'antenne parabolique grand gain de 1,65 mètre ainsi que dans certains cas — à proximité de la Terre ou en cas de dépointage de l'antenne parabolique — deux antennes à faible gain installées l'une au sommet de l'antenne parabolique, l'autre sur la face opposée. La période durant laquelle la sonde peut communiquer avec la Terre est en moyenne limitée à dix heures par jour et les données recueillies dans l'intervalle sont stockées sur des enregistreurs d'une capacité unitaire de 45 mégabits. Le système de télécommunications permet théoriquement des taux de transfert pouvant aller jusqu'à 8 192 bits par seconde. Le débit adopté en pratique est de 1 024 bits par seconde lorsque la transmission se fait en temps réel et 512 bits par seconde en différé.

### Contrôle thermique
Le contrôle thermique de la sonde repose sur une combinaison de moyens passifs, d'un système de rejet des excédents thermiques et de résistances chauffantes. Les principales contraintes sont de maintenir la température de l'hydrazine au-dessus de 5 °C et celles des détecteurs utilisant des composants électroniques en dessous de 35 °C. Toutes les parois externes de la sonde sont recouvertes d'un revêtement isolant constitué généralement de vingt couches de PET aluminé. La couche extérieure est une feuille de kapton comportant un revêtement conducteur en oxyde de zinc afin d'éviter l'accumulation de charges électrostatiques.

## Instrumentation scientifique

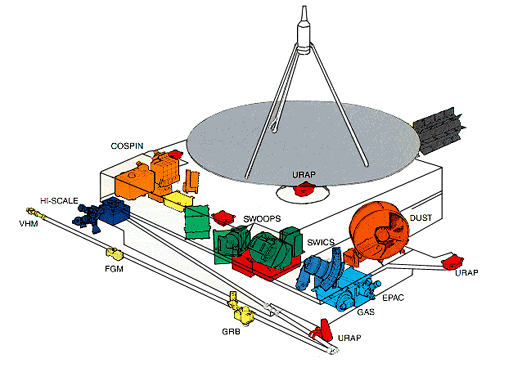
Schéma d'implantation des instruments scientifiques.

La sonde embarque douze instruments scientifiques chargés d'étudier le vent solaire, le champ magnétique du Soleil, les rayons cosmiques ainsi que les milieux interstellaire et interplanétaire. Ces instruments, développés par des laboratoires européens et américains, représentent une masse totale de 55 kg :
- le magnétomètre VHM/FGM[6] ;
- SWOOPS (Solar Wind Observations Over the Poles of the Sun) permet d'étudier les caractéristiques internes et dynamiques du vent solaire échantillonné sur la trajectoire de la sonde. L'instrument peut mesurer les caractéristiques des électrons dont l'énergie est comprise entre 0,86 et 814 eV ainsi que des ions ayant une énergie comprise entre 0,225 et 34,4 keV. L'instrument mesure la vitesse, la distribution angulaire et l'énergie. Il peut identifier dans des conditions favorables les ions lourds de l'oxygène, du silicium et du fer[7] ;
- SWICS (Solar Wind Ion Composition Spectrometer) est un spectromètre chargé de déterminer la nature des ions formant le vent solaire, leur charge électrique, leur température et leur vitesse moyenne. L'instrument permet de mesurer les ions de l'hydrogène au fer ayant une vitesse comprise entre 175 km/s (proton) et 1 280 km/s (Fe8+) et une énergie comprise entre 0,16 et 59,6 keV. L'instrument est plus particulièrement utilisé au-dessus des pôles du Soleil car les spécialistes estiment que le flux de particules y est moins perturbé par les collisions et qu'il permet ainsi de mieux comprendre les processus qui leur ont donné naissance. L'instrument doit être également utilisé pour analyser les caractéristiques des gaz neutres d'origine interstellaire qui pénètrent dans l'héliosphère en s'ionisant[8] ;
- URAP : Mesure des ondes radio et plasma[9] ;
- EPAC (Energetic PArticle Composition) est un instrument qui mesure les flux, la distribution angulaire, le spectre énergétique et la composition des ions dont l'énergie est comprise entre 0,3 et 25 MeV par nucléon. L'instrument est constitué de quatre petits télescopes ayant un champ optique de 35° permettant de couvrir 80 % de la sphère céleste grâce à la rotation de la sonde spatiale. Les détecteurs, de minces feuilles de silicium, permettent de caractériser des ions allant de l'hélium au fer[10] ;
- GAS est un détecteur de particules interstellaires neutres[11] ;
- HISCALE (Heliosphere Instrument for Spectra, Composition, and Anisotropy at Low Energies) est un instrument qui mesure les caractéristiques des ions et électrons à basse énergie[12] ;
- COSPIN (Cosmic ray and solar particle investigation) est un instrument chargé de mesurer les caractéristiques des rayons cosmiques et des particules de haute énergie produites par le Soleil. COSPIN est constitué d'un groupe six télescopes permettant de mesurer l'énergie, la composition, l'intensité et l'anisotropie des atomes allant de l'hydrogène au nickel dont l'énergie est comprise entre 0,5 et 600 MeV par nucléon. L'abondance isotopique des noyaux de ces mêmes éléments peut être obtenue pour une plage d'énergie plus restreinte. L'instrument permet de mesurer les caractéristiques des électrons dont l'énergie est comprise entre 2,5 et 6 000 MeV[13] ;
- GRB est un détecteur de sursauts gamma[14] ;
- DUST est un détecteur de poussière fourni par l'institut Max-Planck  (Allemagne), destiné à mesurer la vitesse, la masse, la charge électrique et l'azimut d'arrivée des grains de poussière dont la masse est comprise entre {\displaystyle 10^{-6}} et {\displaystyle 10^{-16}} g. L'instrument pèse 3,8 kg et a une consommation électrique de 2,2 watts. Cet instrument a pour but de mesurer les caractéristiques physiques et dynamiques de la poussière en fonction de la distance au Soleil et du plan de l'écliptique. L'un des objectifs scientifiques assignés à cet instrument est de déterminer quelle proportion de la poussière a pour origine les comètes, les astéroïdes et le milieu interstellaire[15] ;
- SCE est un analyseur de la couronne solaire[16] ;
- GWE vise la détection d'ondes gravitationnelles[17].

## Déroulement de la mission

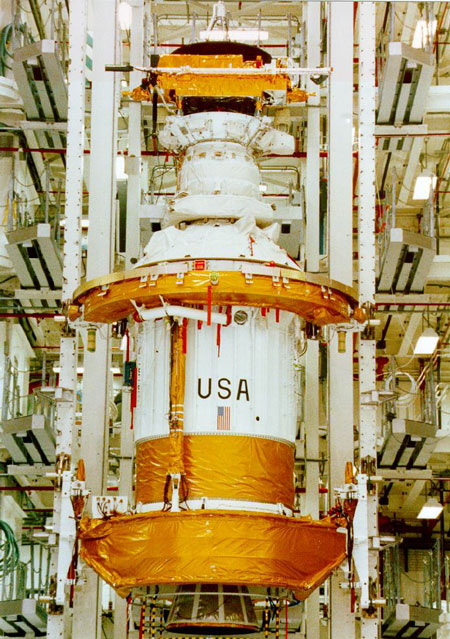
Ulysses assemblée avec les étages PAM-S et IUS chargés d'accélérer la sonde après son largage par la navette spatiale.

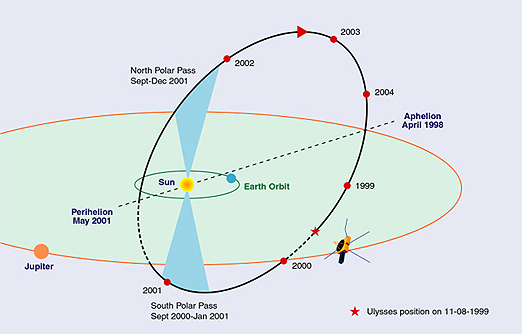
La deuxième orbite d'Ulysses autour du Soleil.

### Lancement (octobre 1990)
La navette spatiale Discovery décolle le 6 octobre 1990 du centre spatial Kennedy pour la mission STS-41 en emportant dans sa soute Ulysses. Pour pouvoir atteindre la planète Jupiter avec une vitesse suffisante, la sonde spatiale a été assemblée avec trois étages de fusée. Une fois la navette placée en orbite autour de la Terre, l'ensemble constitué par Ulysses et les étages IUS et PAM-S est largué dans l'espace. Le premier étage de l'IUS est alors mis à feu une fois que la navette s'est suffisamment éloignée. L'Inertial Upper Stage (IUS) long de 5,18 mètres pour un poids total de 14,742 tonnes comprend deux étages utilisant chacun un propulseur à propergol solide. Le Payload Assist Module (PAM) est un étage plus petit également motorisé par propergol solide. Les trois étages sont mis à feu successivement. L'IUS dispose d'un système de guidage, par contre le PAM-S est stabilisé par une mise en rotation rapide (80 tours par minute). Une fois que l'étage PAM-S a rempli son office, Ulysses a atteint une vitesse de 15,4 km/s par rapport à la Terre et de 45,2 km/s dans le référentiel héliocentrique, la plus grande vitesse jamais atteinte à l'époque par une sonde spatiale. Celle-ci ne sera dépassée que par la sonde New Horizons. La vitesse de rotation est abaissée à moins de huit tours par minute par un système de yoyo puis l'étage PAM-S est largué.

### Survol de Jupiter (février 1992)
La sonde est placée sur une orbite de transfert de Hohmann dont l'apogée se situe au niveau de l'orbite de Jupiter à cinq UA du Soleil et le périgée au niveau de l'orbite de la Terre. Après 16 mois de voyage, la sonde effectue une correction de trajectoire le 19 juillet 1991 et survole Jupiter le 8 février 1992 à 376 000 km de distance. Elle utilise son assistance gravitationnelle pour quitter le plan écliptique des planètes du Système solaire, ce qui lui permet de survoler les hautes latitudes du Soleil. Durant son passage à proximité de Jupiter, Ulysses étudie la magnétosphère de la planète géante.

### Premier passage aux latitudes hautes du Soleil (1994-1995)
En 1994, Ulysses effectue son premier passage au-dessus des hautes latitudes du Soleil : la sonde est le 13 septembre 1994 à l'aplomb des régions du pôle sud du Soleil (inclinaison -80,2°) et le 31 juillet 1995 à l'aplomb des régions du pôle nord (inclinaison 80,2°) avant de s'éloigner vers Jupiter.

### Deuxième passage au-dessus des pôles du Soleil (2000-2001)
Le 1er mai 1996, Ulysses traverse la queue de la comète Hyakutake. En mars 1997, Ulysses étudie l'influence des vents solaires sur la comète Hale-Bopp alors que celle-ci s'approche du Soleil. En 2000, la sonde est de retour à proximité du Soleil dont l'activité est alors proche du maximum du cycle solaire de onze ans. Ulysses passe au-dessus du pôle sud en septembre 2000, puis du pôle nord en octobre 2001. La sonde achève sa deuxième orbite solaire en recoupant l'orbite de Jupiter entre novembre 2003 et avril 2004 mais à une distance bien plus importante qu'en 1992.

### Fin de la mission (2009)
En novembre 2007, alors qu'Ulysses a entamé son troisième survol du pôle sud du Soleil, la mission est prolongée pour la quatrième et dernière fois de douze mois, jusqu'à mars 2009, notamment pour permettre des mesures conjointes avec les satellites STEREO qui viennent d'être lancés. Mais l'énergie disponible est de plus en plus réduite car le générateur thermoélectrique à radioisotope, comme prévu, a une production de plus en plus faible. La sonde a de plus en plus de mal à maintenir ses équipements à une température suffisante et à faire fonctionner son instrumentation scientifique tout en enregistrant et transmettant les données scientifiques recueillies. Notamment, le réchauffement des réservoirs d'hydrazine utilisée par les propulseurs pour maintenir l'orientation de la sonde est de plus en plus difficile, tandis que les données recueillies par les instruments scientifiques doivent être transmises immédiatement car l'énergie disponible ne permet plus leur stockage à bord. Face à des conditions de fonctionnement de plus en plus dégradées, la mission de la sonde est officiellement arrêtée le 30 juin 2009, ce qui permet de réaffecter les plages d'écoute des antennes de 70 mètres du Deep Space Network à d'autres missions.

## Résultats scientifiques
Après avoir bouclé pratiquement trois orbites autour du Soleil, Ulysses a permis d'effectuer une cartographie tridimensionnelle des radiations d'origine galactique, des particules énergétiques produites par les tempêtes solaires et le vent solaire. La période d'observation particulièrement longue a permis d'étudier le Soleil sur tout un cycle solaire et démontré que le vent solaire était en constant déclin depuis le début de l'ère spatiale. La sonde a traversé à trois reprises la queue de comètes et permis ainsi des analyses in situ de celles-ci. Plus de 1 800 sursauts gamma ont été observés.
Les données collectées par Ulysses ont démontré que le champ magnétique du Soleil se développe dans l'héliosphère de manière bien plus complexe que ce qui avait été imaginé. On a découvert que les particules éjectées par le Soleil dans les latitudes basses pouvaient remonter jusqu'aux latitudes hautes et inversement. Ulysses a mesuré la quantité de poussière interstellaire qui s'est avérée trente fois plus abondante que ce qui avait été prévu par les astronomes. Les instruments de la sonde spatiale ont détecté des atomes d'hélium en provenance de l'espace interstellaire et confirmé que l'Univers ne contenait pas assez de matière pour stopper son expansion.

## Destin
Ulysses continuera très probablement en orbite héliocentrique autour du Soleil indéfiniment. Cependant, il est possible que lors d'une de ses rencontres avec Jupiter, un survol rapproché de l'une des lunes joviennes suffise à modifier sa trajectoire et que la sonde entre alors dans une trajectoire hyperbolique autour du Soleil, la menant à quitter le Système solaire. Cela pourrait avoir lieu lors de son prochain passage rapproché en 2098.